# Înot sincron la Jocurile Olimpice de vară din 2012
Probele sportive de înot sincron la Jocurile Olimpice de vară din 2012 s-au desfășurat în perioada 5-10 august 2012 la Centrul Acvatic din Londra. Două medalii de aur au fost incluse în competiție – pentru înot sincron individual, și în duet – și 104 atleți au participat.

## Sumar calificare
| Națiune                    | Echipă | Perechi | Sportivi |
| -------------------------- | ------ | ------- | -------- |
| Argentina                  |        | X       | 2        |
| Australia                  | X      | X       | 9        |
| Austria                    |        | X       | 2        |
| Brazilia                   |        | X       | 2        |
| Canada                     | X      | X       | 9        |
| Cehia                      |        | X       | 2        |
| China                      | X      | X       | 9        |
| Coreea de Nord             |        | X       | 2        |
| Coreea de Sud              |        | X       | 2        |
| Egipt                      | X      | X       | 9        |
| Elveția                    |        | X       | 2        |
| Franța                     |        | X       | 2        |
| Grecia                     |        | X       | 2        |
| Israel                     |        | X       | 2        |
| Italia                     |        | X       | 2        |
| Japonia                    | X      | X       | 9        |
| Kazahstan                  |        | X       | 2        |
| Mexic                      |        | X       | 2        |
| Regatul Unit               | X      | X       | 9        |
| Rusia                      | X      | X       | 9        |
| Spania                     | X      | X       | 9        |
| Statele Unite ale Americii |        | X       | 2        |
| Ucraina                    |        | X       | 2        |
| Ungaria                    |        | X       | 2        |
| Total: 24 CON              | 8      | 24      | 104      |

## Calendar compețional
| ET | Exercițiu tehnic | EL | Exercițiu liber | F | Finală |

| Probă↓/Dată → | Dum 5 | Lun 6 | Mar 7 | Mie 8 | Joi 9 | Vin 10 |
| ------------- | ----- | ----- | ----- | ----- | ----- | ------ |
| Perechi       | ET    | EL    | F     |       |       |        |
| Echipe        |       |       |       | ET    | EL    |        |

## Sumar medalii

### Clasamentul pe țări
| Loc   | Țară   | Aur | Argint | Bronz | Total |
| ----- | ------ | --- | ------ | ----- | ----- |
| 1     | Rusia  | 2   | 0      | 0     | 2     |
| 2     | China  | 0   | 1      | 1     | 2     |
| 2     | Spania | 0   | 1      | 1     | 2     |
| Total | Total  | 2   | 2      | 2     | 6     |

### Rezultate
| Probă   | Aur | Argint | Bronz |
| Perechi | Rusia (RUS) · Natalia Ișcenko · Svetlana Romașina | Spania (ESP) · Ona Carbonell · Andrea Fuentes                                                                                   | China (CHN) · Huang Xuechen · Liu Ou |
| Echipe  | Rusia (RUS) · Anastasia Davîdova · Maria Gromova · Natalia Ișcenko · Elvira Haseanova · Daria Korobova · Aleksandra Pațkevici · Svetlana Romașina · Alla Șișkina · Anjelika Timanina | China (CHN) · Chang Si · Chen Xiaojun · Huang Xuechen · Jiang Tingting · Jiang Wenwen · Liu Ou · Luo Xi · Sun Wenyan · Wu Yiwen | Spania (ESP) · Clara Basiana · Alba Cabello · Ona Carbonell · Margalida Crespí · Andrea Fuentes · Thaïs Henríquez · Paula Klamburg · Irene Montrucchio · Laia Pons |